# Hiroyuki Sawano
Hiroyuki Sawano (澤野 弘之, Sawano Hiroyuki, Tóquio, 12 de setembro de 1980) é um compositor, arranjador, letrista, pianista e produtor musical japonês conhecido por suas obras em animes, séries de televisão e filmes.
Em 2014 ele iniciou um projeto vocal sob o nome "SawanoHiroyuki[nZk]".

## Biografia
Ele também costuma fazer nas suas músicas parcerias com cantores e bandas de várias nacionalidades, como a cantora japonesa  Mika Kobayashi e a cantora norte-americana Aimee Blackschleger.estudar.
Atack on titan

2013.
titan.

animes.
sonora.
harpista.

## Discografia

### Álbuns originais
| Título | Data                   | Notas                                                                                       |
| ------ | ---------------------- | ------------------------------------------------------------------------------------------- |
| Musica | 15 de julho de 2009    | Primeiro álbum original. Todas as canções foram compostas e arranjadas por Hiroyuki Sawano. |
| Scene  | 22 de dezembro de 2021 |                                                                                             |

### Projetos de músicas vocais
| Título do álbum           | Lançamento             | Intérprete(s) | Notas |
| ------------------------- | ---------------------- | --- | --- |
| RE:I AM                   | 20 de março de 2013    | Aimer | Foi utilizado como o 6º tema de encerramento do animé Mobile Suit Gundam Unicorn |
| StarRingChild             | 21 de maio 2014        | Aimer | Foi utilizado como o 7º tema de encerramento do animé Mobile Suit Gundam Unicorn |
| UnChild                   | 25 de junho 2014       | SawanoHiroyuki[nZk]:Aimer                                                                                                  | As canções são versões covers em inglês e rearranjos de vários temas musicais que foram utilizados no animé Mobile Suit Gundam Unicorn |
| A/Z ǀ aLIEz               | 10 de setembro de 2014 | SawanoHiroyuki[nZk]:mizuki                                                                                                 | A/Z foi utilizado como o 1º tema de encerramento, e aLIEz foi utilizado como o 2º tema de encerramento do animé Aldnoah.Zero |
| YAMANAIAME                | 28 de novembro de 2014 | Mica Caldito, mpi, Mika Kobayashi                                                                                          | YAMANAIAME foi utilizado como tema de encerramento do filme de compilação Shingeki no Kyojin Zenpen ~Guren no Yumiya~, da série Shingeki no Kyojin |
| &Z                        | 4 de fevereiro de 2015 | SawanoHiroyuki[nZk]:mizuki                                                                                                 | Foi utilizado como o 2º tema de abertura do animé Aldnoah.Zero |
| BEST OF VOCAL WORKS [nZk] | 4 de fevereiro de 2015 | Mika Kobayashi, mpi, David Whitaker, Aimee Blackschleger, Cyua, CASG, Benjamin Anderson, Aimer, SawanoHiroyuki[nZk]:mizuki | Compilação das suas mais famosas canções vocais, que caracterizaram vários vocalistas convidados |
| X.U. ǀ scaPEGoat          | 20 de maio de 2015     | SawanoHiroyuki[nZk]:Gemie, Yosh, mica                                                                                      | X.U. foi utilizado como o 1º tema de abertura, e scaPEGoat foi utilizado como o 1º tema de encerramento do animé Owari no Seraph |
| theDOGS                   | 1 de julho de 2015     | mpi, Mica Caldito | theDOGS foi utilizado como tema de encerramento do filme de compilação Shingeki no Kyojin Kōhen ~Jiyū no Tsubasa~, da série Shingeki no Kyojin |
| o1                        | 9 de setembro de 2015  | SawanoHiroyuki[nZk]:mizuki, mica, Gemie, Yosh, Aimer                                                                       | Primeiro álbum completo no âmbito do projeto nZk, com singles lançados sob o selo SawanoHiroyuki[nZk], bem como nove novas faixas |
| BEST OF SOUNDTRACK [emU]  | 9 de setembro de 2015  | Mika Kobayashi, Aika Sekiyama, Cyua, mpi, Jannine Weigel                                                                   | Seleção das suas canções mais famosas das bandas sonoras originais feitas para vários dramas e animés |
| ninelie                   | 11 de maio de 2016     | Aimer, chelly | ninelie foi utilizado como tema de encerramento do animé Kōtetsujō no Kabaneri |
| Into the Sky EP           | 29 de junho de 2016    | SawanoHiroyuki[nZk]:Tielle, naNami, Aimer, mica                                                                            | Into the Sky foi utilizado como o 1º tema de abertura, Next 2 U -eUC- foi utilizado como o 1º tema de encerramento, e bL∞dy f8 -eUC- foi utilizado como o 2º tema de encerramento na retransmissão televisiva da adaptação em OVA de Mobile Suit Gundam Unicorn, Mobile Suit Gundam Unicorn RE:0096 |

### Animes
| Título                                                   | Ano  | Papel(éis) desempenhado(s) |
| -------------------------------------------------------- | ---- | --- |
| Soul Link                                                | 2006 | Compositor |
| Yoake Mae yori Ruriiro na: Crescent Love                 | 2006 | Compositor; compositor e arranjador do tema de abertura |
| Project Blue Earth SOS                                   | 2006 | Criador da música do vídeo promocional |
| Kishin Taisen Gigantic Formula                           | 2007 | Compositor |
| Zombie-Loan                                              | 2007 | Compositor |
| Sengoku Basara                                           | 2009 | Compositor |
| Mobile Suit Gundam Unicorn                               | 2010 | Compositor; compositor, arranjador e letrista do 6º e 7º tema de encerramento                                                                                 |
| Sengoku Basara II                                        | 2010 | Compositor |
| Ao no Exorcist                                           | 2011 | Compositor |
| Sengoku Basara: The Last Party                           | 2011 | Compositor |
| Guilty Crown                                             | 2011 | Compositor |
| Ao no Exorcist: The Movie                                | 2012 | Compositor |
| Attack on Titan                                          | 2013 | Compositor |
| Kill la Kill                                             | 2013 | Compositor |
| Aldnoah.Zero                                             | 2014 | Compositor; compositor, arranjador e letrista do tema de encerramento                                                                                         |
| Nanatsu no Taizai                                        | 2014 | Compositor (outras faixas de Takafumi Wada) |
| Attack on Titan Movie Part 1: Crimson Bow and Arrow      | 2014 | Compositor; compositor e arranjador do tema de encerramento                                                                                                   |
| Aldnoah.Zero Part 2                                      | 2015 | Compositor; compositor, arranjador e letrista do tema de abertura                                                                                             |
| Owari no Seraph                                          | 2015 | Compositor; produtor musical; compositor e arranjador do tema de abertura e encerramento (outras faixas de Takafumi Wada, Asami Tachibana e Megumi Shiraishi) |
| Attack on Titan Movie Part 2: Wings of Freedom           | 2015 | Compositor; compositor e arranjador do tema de encerramento                                                                                                   |
| Owari no Seraph: Nagoya kessen-hen                       | 2015 | Compositor; produtor musical (outras faixas de Takafumi Wada, Asami Tachibana e Megumi Shiraishi)                                                             |
| Mobile Suit Gundam Unicorn RE:0096                       | 2016 | Compositor; compositor, arranjador e letrista do tema de abertura e encerramento                                                                              |
| Kōtetsujō no Kabaneri                                    | 2016 | Compositor; compositor e arranjador do tema de encerramento                                                                                                   |
| Nanatsu no Taizai: Seisen no Shirushi                    | 2016 | Compositor (outras faixas de Takafumi Wada) |
| Ao no Exorcist: Kyoto Fujouou-hen                        | 2017 | Compositor (outras faixas de Kohta Yamamoto) |
| Attack on Titan Season 2                                 | 2017 | Compositor |
| Re:Creators                                              | 2017 | Compositor; compositor e arranjador do tema de abertura |
| Juni Taisen: Zodiac War                                  | 2017 | Compositor, arranjador e produtor do tema de encerramento |
| Attack on Titan: Lost Girls                              | 2017 | Compositor; compositor e arranjador do tema de encerramento                                                                                                   |
| Attack on Titan: The Roar of Awakening                   | 2018 | Compositor; compositor e arranjador do tema de encerramento                                                                                                   |
| Nanatsu no Taizai: Imashime no Fukkatsu                  | 2018 | Compositor (outras faixas de Takafumi Wada e Kohta Yamamoto)                                                                                                  |
| The Legend of the Galactic Heroes: Die Neue These Kaikō  | 2018 | Compositor e arranjador do tema de abertura |
| Attack on Titan Season 3                                 | 2018 | Compositor |
| Nanatsu no Taizai: Tenkū no Torawarebito                 | 2018 | Compositor (outras faixas de Takafumi Wada) |
| Mobile Suit Gundam Narrative                             | 2018 | Compositor; compositor e arranjador do tema de encerramento                                                                                                   |
| Attack on Titan Season 3 Part 2                          | 2019 | Compositor |
| Kōtetsujō no Kabaneri: Unato Kessen                      | 2019 | Compositor |
| Promare                                                  | 2019 | Compositor |
| The Legend of the Galactic Heroes: Die Neue These Seiran | 2019 | Compositor e arranjador do tema de encerramento |
| Nanatsu no Taizai: Kamigami no Gekirin                   | 2019 | Compositor (outras faixas de Takafumi Wada e Kohta Yamamoto)                                                                                                  |
| Kingdom Season 3                                         | 2020 | Compositor; compositor e arranjador do tema de encerramento (outras faixas de Kohta Yamamoto)                                                                 |
| No Guns Life Season 2                                    | 2020 | Compositor e arranjador do tema de abertura |
| Attack on Titan: The Final Season                        | 2020 | Compositor (outras faixas de Kohta Yamamoto) |
| Nanatsu no Taizai: Fundo no Shinpan                      | 2021 | Compositor; compositor e arranjador do tema de abertura e encerramento                                                                                        |
| 86                                                       | 2021 | Compositor; compositor e arranjador do tema de encerramento (outras faixas de Kohta Yamamoto)                                                                 |
| Mobile Suit Gundam: Hathaway's Flash                     | 2021 | Compositor |
| Nanatsu no Taizai: Hikari ni Norowareshi Mono-tachi      | 2021 | Compositor; compositor e arranjador do tema de encerramento (outras faixas de Kohta Yamamoto)                                                                 |
| Attack on Titan: The Final Season Part 2                 | 2022 | Compositor (outras faixas de Kohta Yamamoto) |
| Fanfare of Adolescence                                   | 2022 | Compositor; compositor e arranjador do tema de encerramento                                                                                                   |
| Bubble                                                   | 2022 | Compositor |

### Jogos eletrônicos
| Título                 | Ano  | Papel(éis) desempenhado(s)                                      |
| ---------------------- | ---- | --------------------------------------------------------------- |
| 3594ε                  | 2014 | Compositor                                                      |
| Xenoblade Chronicles X | 2015 | Compositor                                                      |
| League of Legends      | 2019 | Compositor e arranjador da música tema (StarGuardian Skin 2019) |

### Televisão
| Título                                     | Ano  | Papel(éis) desempenhado(s)                                               |
| ------------------------------------------ | ---- | ------------------------------------------------------------------------ |
| Ns' Aoi                                    | 2006 | Compositor (outras faixas de Yuko Fukushima)                             |
| Iryū: Team Medical Dragon                  | 2006 | Compositor (outras faixas de Shin Kono)                                  |
| Taiyō no Uta                               | 2006 | Compositor                                                               |
| Tokyo Tower: Mom and Me, and Sometimes Dad | 2007 | Compositor (outras faixas de Shin Kono)                                  |
| Kodoku no Kake ~Itoshiki Hito yo~          | 2007 | Compositor                                                               |
| Iryū: Team Medical Dragon 2                | 2007 | Compositor (outras faixas de Toshiaki Matsumoto e Steve Vai)             |
| Binbō Danshi                               | 2008 | Compositor                                                               |
| NHK Special: Miracle Body                  | 2008 | Compositor                                                               |
| 81diver                                    | 2008 | Compositor                                                               |
| Maō                                        | 2008 | Compositor                                                               |
| The Sunday NEXT                            | 2008 | Compositor e arranjador do tema principal                                |
| Prisoner                                   | 2008 | Compositor                                                               |
| Triangle                                   | 2009 | Compositor (outras faixas de Yuki Hayashi, Hiromi Uehara e Kazumasa Oda) |
| Sunday Sports                              | 2009 | Compositor do tema de abertura e encerramento                            |
| BOSS                                       | 2009 | Compositor (outras faixas de Takafumi Wada e Yuki Hayashi)               |
| My Girl                                    | 2009 | Compositor (outras faixas de Takafumi Wada)                              |
| Massugu na Otoko                           | 2010 | Compositor (outras faixas de Takafumi Wada)                              |
| Iryū: Team Medical Dragon 3                | 2010 | Compositor (outras faixas de Shin Kono e Ai)                             |
| Marks no Yama                              | 2010 | Compositor                                                               |
| BOSS 2nd Season                            | 2011 | Compositor (outras faixas de Takafumi Wada e Yuki Hayashi)               |
| Marumo no Okite                            | 2011 | Compositor (outras faixas de Yutaka Yamada)                              |
| Suitei Yūzai                               | 2012 | Compositor (outras faixas de Takafumi Wada e Kengo Tokusashi)            |
| Itsuka Hi no Ataru Basho de                | 2013 | Compositor (outras faixas de Takafumi Wada e Kengo Tokusashi)            |
| Lady Joker                                 | 2013 | Compositor (outras faixas de Shuichiro Fukuhiro)                         |
| LINK                                       | 2013 | Compositor (outras faixas de Asami Tachibana)                            |
| Mare                                       | 2015 | Compositor                                                               |

### Filmes
| Título              | Ano  | Papel(éis) desempenhado(s) |
| ------------------- | ---- | --- |
| Catch a Wave        | 2006 | Arranjador; compositor de uma faixa, em colaboração com Depapepe (arranjos feitos em colaboração com Depapepe e Taichi Nakamura) |
| Jigyaku no Uta      | 2007 | Compositor |
| Kage-Hinata ni Saku | 2008 | Compositor |
| Higanjima           | 2010 | Compositor |
| Box!                | 2010 | Compositor |
| Platina Data        | 2013 | Compositor |